# Ahaggar

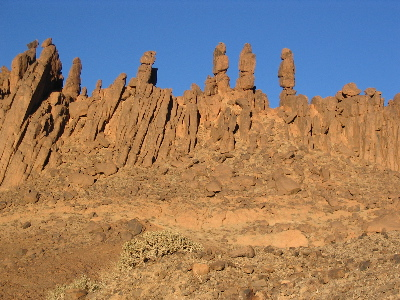
Ahaggar

Ahaggar (Al-Hadżdżar, Dżibal al-Hukkar, Hoggar) – masyw górski w środkowej Saharze (południowa Algieria), stanowiący tarczę w północnej części platformy afrykańskiej.
Zbudowany głównie z prekambryjskich łupków krystalicznych, zlepieńcow i gnejsów kilkakrotnie fałdowanych i wypiętrzanych. Składa się z licznych grup górskich o wyrównanych wierzchowinach, ponad którymi wznoszą się stożki wygasłych wulkanów. Masyw pocięty jest gęstą siecią suchych dolin (wadi). Najwyższy szczyt — Tahat 2918 m n.p.m.
W rejonie koczownicza hodowla wielbłądów, owiec i kóz.
Od 1987 roku część masywu objęta jest ochroną w ramach Parku Narodowego Ahaggaru (fr. Parc national de l’Ahaggar) o powierzchni ok. 450 tys. ha. Na terenie parku odkryto liczne prehistoryczne malowidła naskalne.